# سرقت (فیلم ۲۰۰۱)
سرقت (انگلیسی: Heist) یک فیلم سرقت آمریکایی در سبک جنایی و دلهره‌آور محصول سال ۲۰۰۱ به کارگردانی دیوید ممت با بازی جین هکمن، دنی دویتو، دلروی لیندو، ربکا پیدگئون، ریکی جی و سم راکول است.
این فیلم به‌طور کلی نقدهای مثبتی از منتقدان دریافت کرد و شخصیت‌ها و فیلمنامه آن را تحسین کردند. اگرچه این فیلم تقریباً در حدود بودجه تولید خود درآمد داشت، اما این فیلم با ۲۳ میلیون دلار به پردرآمدترین فیلم کارگردانی ممت در ایالات متحده تبدیل شد، و در ادامه به یک موفقیت محبوب در بازار ویدیوی خانگی تبدیل شد.

## داستان
جو که سارق حرفه‌ای است قصد دارد پس از آخرین دستبردش خود را بازنشسته کند همدست او برگمن اصرار دارد پسرش جیمی در این سرقت بزرگ شرکت کند جو می‌پذیرد ولی برای اطمینان خواهر ناتنی اش را نزد جیمی می‌فرستد تا از او اطلاعات به دست آورد…